# Oppenheimer (bande originale)
Pour les articles homonymes, voir Oppenheimer.
Albums de Ludwig Göransson
Black Panther: Wakanda Forever
(2022) Sinners
(2025)
Oppenheimer (Original Motion Picture Soundtrack) est l'album de la bande originale composée par Ludwig Göransson pour le film Oppenheimer de Christopher Nolan, sorti en 2023. Il est sorti le 21 juillet 2023, le même jour que la sortie du film en salles aux États-Unis.

## Contexte
Le 8 octobre 2021, Universal Pictures a annoncé la production d'Oppenheimer et confirmé que le compositeur Ludwig Göransson serait chargé de la musique du film, Göransson avait déjà travaillé avec le réalisateur Christopher Nolan, dont il avait composé la musique du film Tenet en 2020,.
La musique de Göransson a été présentée dans une bande-annonce du film le 8 mai 2023, ainsi que dans le film d'ouverture exclusif d'Universal Pictures d'une durée de cinq minutes le 13 juillet,.

## Composition

### Développement
Lorsqu'il a été approché pour composer la musique d'Oppenheimer, Göransson a d'abord été intimidé par la portée et l'ampleur du projet. Au cours des premières étapes de la production du film, Nolan a partagé le scénario avec son superviseur des effets visuels Andrew Jackson, car il avait besoin de transmettre à l'écran des phénomènes tels que la mécanique quantique et les réactions nucléaires,. L'équipe des effets visuels a commencé à créer des séquences expérimentales de particules, d'ondes et de réactions en chaîne. Nolan a ensuite montré ces images à Göransson, qui s'en est inspiré pour sa partition,.
La musique d'Oppenheimer s'est avérée être un défi unique pour Göransson, car il n'avait jamais composé une bande originale qui ne représentait que le fonctionnement interne et le point de vue d'un seul personnage. Nolan n'a pas donné d'indications précises sur la façon dont il voulait que la musique sonne ; la seule suggestion qu'il a faite à Göransson était de représenter le personnage de J. Robert Oppenheimer et le thème principal du film avec un violon,. Nolan a expliqué : " Il y a une tension dans le son qui, je pense, correspond très bien à l'intellect très tendu et à l'émotion de Robert Oppenheimer ". "En utilisant le violon comme point de départ, Göransson et sa femme Serena, violoniste, ont commencé à expérimenter des vibratos et des glissandos microtonaux, ; ils cherchaient à transmettre l'anxiété d'Oppenheimer grâce à la capacité du violon à passer instantanément d'un son romantique et sentimental à quelque chose de " névrotique " et d'" horrifiant ",.

### Production
La partition de Göransson comprend trois mouvements principaux : la formation d'Oppenheimer en physique, le projet Manhattan et le test Trinity, ainsi que l'audition de la Commission de l'énergie atomique. La partition commence par des mélodies luxuriantes jouées par les cordes, les harpes et le piano, alors qu'Oppenheimer explore la théorie et entame sa carrière de physicien,. Cependant, lorsque la partition passe au deuxième mouvement, le ton change, car la bombe atomique est en train d'être fabriquée, les enjeux étant amplifiés par des basses sourdes et des tic-tac métalliques,. Göransson a veillé à ce que sa partition ne sonne pas comme un boomerang, en particulier dans le deuxième acte du film, car il pensait que si la partition était trop explosive, les détonations du film n'auraient pas autant d'impact sur le public.
Avant [le deuxième acte], ce ne sont que des théories, des gribouillages, des idées. Mais lorsqu'il y a une véritable bombe physique, on prend un changement de tonalité énorme et on le canalise avec ces synthés, avec l'imminence du malheur. Il y a cette basse sourde, puis ce tic-tac métallique, et cette ode dure jusqu'à ce que la bombe explose, puis il y a ces moments de silence, ce qui est très efficace à mon avis.

-Ludwig Göransson
Bien que le film soit un film d'époque et que Göransson ait utilisé une instrumentation qui correspondait à cette époque, il voulait aussi que la partition soit " intemporelle ", choisissant d'infuser l'orchestre traditionnel avec des synthétiseurs et une mono-production. Lui et Nolan ont aussi choisi de ne pas inclure de tambours dans la partition au risque qu'elle paraisse militariste, incorporant à la place des éléments percussifs tels que des pas, des tic-tac et des statiques de dosimètre,. En plus de l'instrumentation, Göransson a transmis l'énergie de la partition par le tempo. Par exemple, dans le morceau "Can You Hear the Music", il a utilisé 21 changements de tempo, un exploit pour un orchestre en direct. À l'origine, Göransson le qualifiait d'"injouable" et prévoyait d'enregistrer le morceau mesure par mesure, mais sa femme l'a encouragé à l'enregistrer en une seule prise. Après de nombreuses expérimentations, l'équipe musicale y est parvenue en faisant entendre un clic dans les écouteurs des musiciens avant chaque changement de tempo. L'enregistrement de ce seul morceau a duré trois jours,.
En fin de compte, nous avons enregistré une musique qui dépassait ce que je croyais humainement possible. Les images déroutantes d'atomes en rotation ont entraîné quarante violons dans une frénésie époustouflante, tandis que les scènes de tribunal ont été jouées avec l'intensité d'un champ de bataille. Les changements dynamiques extrêmes de la musique, qui passent des profondeurs d'un voyage intime au bord de la destruction totale, sont drastiques, désorientants et choquants.
-Ludwig Göransson

Contrairement à la plupart des cas où la musique commence en post-production, Göransson a commencé à participer à des réunions hebdomadaires trois mois avant le début du tournage, écrivant 10 minutes de musique par semaine pour Nolan,. Göransson a décrit le processus comme étant très " collaboratif et ouvert ". Nolan a alors pu commencer le tournage avec deux à trois heures de musique à laquelle il pouvait se référer[9]. En outre, lorsque le montage a commencé en post-production, Nolan et la monteuse Jennifer Lame ont pu utiliser le travail préliminaire de Göransson pour le premier montage du film sans avoir besoin d'une partition temporaire,. La partition finale a été enregistrée en cinq jours, avec un orchestre de 70 personnes.

## Sortie
La bande originale a été publiée en streaming et en téléchargement numérique le 21 juillet 2023. Elle sera publiée en CD et en vinyle par Mondo.

## Réception critique
De nombreux critiques ont salué la musique de Göransson pour son intensité, sa dynamique et sa capacité à souligner le drame du film. Wendy Ide de The Observer a déclaré que "la musique de Ludwig Göransson est magistrale et mercurielle, certainement l'une des meilleures de l'année". David Rooney de The Hollywood Reporter a écrit : "La maîtrise inébranlable du ton et de la tension par Nolan est d'une aide inestimable [...]". Justin Chang du Los Angeles Times a qualifié la partition de "magnifique", tandis que Robbie Collin du Telegraph l'a qualifiée de "magnifiquement implacable". Ross Bonaime de Collider a fait l'éloge de Göransson, déclarant que "la partition de Ludwig Göransson, toujours présente dans le film d'Oppenheimer, accompagne presque chaque moment du film, sachant exactement quand se retirer, ou quand provoquer le public avec les sons d'une horloge qui fait tic-tac ou des statiques sous l'assaut d'un orchestre enveloppant complètement le spectateur dans le son. Les images de Nolan et van Hoytema sont toujours impressionnantes, mais c'est la partition de Göransson qui propulse Oppenheimer à un autre niveau et continue de prouver qu'il est l'un des compositeurs les plus passionnants du cinéma d'aujourd'hui''.
Au contraire, certains critiques de cinéma ont estimé que la musique était trop envahissante. Odie Henderson du Boston Globe a qualifié la musique de "grinçante" et a déclaré que "le penchant [de Nolan] à noyer les dialogues nécessaires [devenait] intolérable" lorsque la musique était utilisée. Fred Topel d'UPI a écrit que "Ludwig Göransson a écrit une bonne musique, mais son utilisation constante est épuisante". Oli Welsh de Polygon a fait écho à ces sentiments, notant que la musique était "surutilisée".

## Liste des morceaux
Tous les titres sont écrits par Ludwig Göransson, et Thomas Kotcheff a écrit "Trinity" et "Something More Important". Tous les titres sont produits par Göransson.
| Oppenheimer (Original Motion Picture Soundtrack) | Oppenheimer (Original Motion Picture Soundtrack) | Oppenheimer (Original Motion Picture Soundtrack) | Oppenheimer (Original Motion Picture Soundtrack) | Oppenheimer (Original Motion Picture Soundtrack) | Oppenheimer (Original Motion Picture Soundtrack) | Oppenheimer (Original Motion Picture Soundtrack) | Oppenheimer (Original Motion Picture Soundtrack) | Oppenheimer (Original Motion Picture Soundtrack) | Oppenheimer (Original Motion Picture Soundtrack) |
| No                                               | Titre                                            | Durée                                            |                                                  |                                                  |                                                  |                                                  |                                                  |                                                  |                                                  |
| ------------------------------------------------ | ------------------------------------------------ | ------------------------------------------------ | ------------------------------------------------ | ------------------------------------------------ | ------------------------------------------------ | ------------------------------------------------ | ------------------------------------------------ | ------------------------------------------------ | ------------------------------------------------ |
| 1.                                               | Fission                                          | 4:38                                             |                                                  |                                                  |                                                  |                                                  |                                                  |                                                  |                                                  |
| 2.                                               | Can You Hear the Music                           | 1:50                                             |                                                  |                                                  |                                                  |                                                  |                                                  |                                                  |                                                  |
| 3.                                               | A Lowly Shoe Salesman                            | 3:34                                             |                                                  |                                                  |                                                  |                                                  |                                                  |                                                  |                                                  |
| 4.                                               | Quantum Mechanics                                | 3:00                                             |                                                  |                                                  |                                                  |                                                  |                                                  |                                                  |                                                  |
| 5.                                               | Gravity Swallows Light                           | 3:30                                             |                                                  |                                                  |                                                  |                                                  |                                                  |                                                  |                                                  |
| 6.                                               | Meeting Kitty                                    | 5:47                                             |                                                  |                                                  |                                                  |                                                  |                                                  |                                                  |                                                  |
| 7.                                               | Groves                                           | 3:03                                             |                                                  |                                                  |                                                  |                                                  |                                                  |                                                  |                                                  |
| 8.                                               | Manhattan Project                                | 3:01                                             |                                                  |                                                  |                                                  |                                                  |                                                  |                                                  |                                                  |
| 9.                                               | American Prometheus                              | 2:37                                             |                                                  |                                                  |                                                  |                                                  |                                                  |                                                  |                                                  |
| 10.                                              | Atmospheric Ignition                             | 3:28                                             |                                                  |                                                  |                                                  |                                                  |                                                  |                                                  |                                                  |
| 11.                                              | Los Alamos                                       | 2:38                                             |                                                  |                                                  |                                                  |                                                  |                                                  |                                                  |                                                  |
| 12.                                              | Fusion                                           | 3:55                                             |                                                  |                                                  |                                                  |                                                  |                                                  |                                                  |                                                  |
| 13.                                              | Colonel Pash                                     | 4:57                                             |                                                  |                                                  |                                                  |                                                  |                                                  |                                                  |                                                  |
| 14.                                              | Theorists                                        | 3:14                                             |                                                  |                                                  |                                                  |                                                  |                                                  |                                                  |                                                  |
| 15.                                              | Ground Zero                                      | 4:21                                             |                                                  |                                                  |                                                  |                                                  |                                                  |                                                  |                                                  |
| 16.                                              | Trinity                                          | 7:52                                             |                                                  |                                                  |                                                  |                                                  |                                                  |                                                  |                                                  |
| 17.                                              | What We Have Done                                | 5:45                                             |                                                  |                                                  |                                                  |                                                  |                                                  |                                                  |                                                  |
| 18.                                              | Power Stays in the Shadows                       | 4:10                                             |                                                  |                                                  |                                                  |                                                  |                                                  |                                                  |                                                  |
| 19.                                              | The Trial                                        | 5:32                                             |                                                  |                                                  |                                                  |                                                  |                                                  |                                                  |                                                  |
| 20.                                              | Dr. Hill                                         | 4:23                                             |                                                  |                                                  |                                                  |                                                  |                                                  |                                                  |                                                  |
| 21.                                              | Kitty Comes to Testify                           | 4:52                                             |                                                  |                                                  |                                                  |                                                  |                                                  |                                                  |                                                  |
| 22.                                              | Something More Important                         | 3:25                                             |                                                  |                                                  |                                                  |                                                  |                                                  |                                                  |                                                  |
| 23.                                              | Destroyer of Worlds                              | 2:54                                             |                                                  |                                                  |                                                  |                                                  |                                                  |                                                  |                                                  |
| 24.                                              | Oppenheimer                                      | 2:16                                             |                                                  |                                                  |                                                  |                                                  |                                                  |                                                  |                                                  |
| 94:42                                            |                                                  |                                                  |                                                  |                                                  |                                                  |                                                  |                                                  |                                                  |                                                  |

## Personnel
Toute la musique est composée par Ludwig Göransson.
- Ludwig Göransson - producteur
- Patty Stein - responsable de la production musicale
- Monica Sonand - superviseur de la musique
- Thomas Kotcheff - auteur-compositeur additionnel (pistes 16, 22), orchestration
- Ngawang Samphel - arrangements supplémentaires
- Abraham Libbos - orchestration
- Anthony Parnther - chef d'orchestre
- Chris Fogel - enregistrement, mixage
- Noah Gorelick - ingénieur du son
- Andrew Rowan - transcription musicale
- Gregory Jamrok - préparation musicale
- Joe Zimmerman - préparation musicale
- Norvin Tu-Wang - préparation musicale
- Kevin Globerman - opérateur Pro Tools
- Alex Gibson - éditeur de musique
- Felipe Pacheco - éditeur de musique
- Eric Wegener - éditeur de partition